# Givskud
Givskud es un pueblo danés incluido dentro del municipio de Vejle, en la región de Dinamarca Meridional.

## Historia
Givskud se sitúa en una comarca que ha sido habitada desde la Edad de Piedra ya que se han encontrado restos de esta época así como túmulos funerarios datados en siglos posteriores. Su iglesia se data alrededor del año 1100 y se considera una de las más antiguas de Dinamarca.
Debido a que buena parte de su terreno no era apto para el cultivo, la población nunca fue abundante. En 1688 se censaban 19 granjas y en 1797, 174 personas. Para la segunda mitad del siglo XIX, la mejora de las técnicas agrícolas y la desecación de humedales permitieron un aumento de los habitantes en el área de su parroquia hasta 872 individuos en 1901.
En 1887 consta la existencia de una escuela cuyas instalaciones se mejoraron en 1939 y se ampliaron en 1967.
Históricamente formó una parroquia conjunta con el pueblo vecino de Hvejsel hasta 1903 en que quedaron separadas. En la reforma administrativa de 2007, Givskud quedó integrado dentro del municipio de Vejle.

## Geografía
Givskud se sitúa en la parte sur de la península de Jutlandia. Las localidades vecinas son las siguientes:
| Noroeste: Give     | Norte: Kollemorten | Noreste: Vonge   |
| Oeste: Farre       |                    | Este: Tørring    |
| Suroeste: Gadbjerg | Sur: Gadbjerg      | Sureste: Jelling |

Su territorio está caracterizado por la presencia de suaves colinas. Tiene un importante bosque al noroeste denominado Riis Mark y el resto de terreno es mixto con parcelas dedicadas al cultivo y pequeñas masas forestales entre las que destaca Bjerlev Hede al este del casco urbano. Está situado en la divisoria de aguas entre la costa este y oeste de la península de Jutlandia de tal manera que parte de las aguas recogidas en su área fluyen hacia occidente y parte lo hacen hacia oriente.
El arroyo Givskudbæk fluye de norte a sur y desemboca en el Birkebæk, otro similar que viene desde el este.

## Comunicaciones

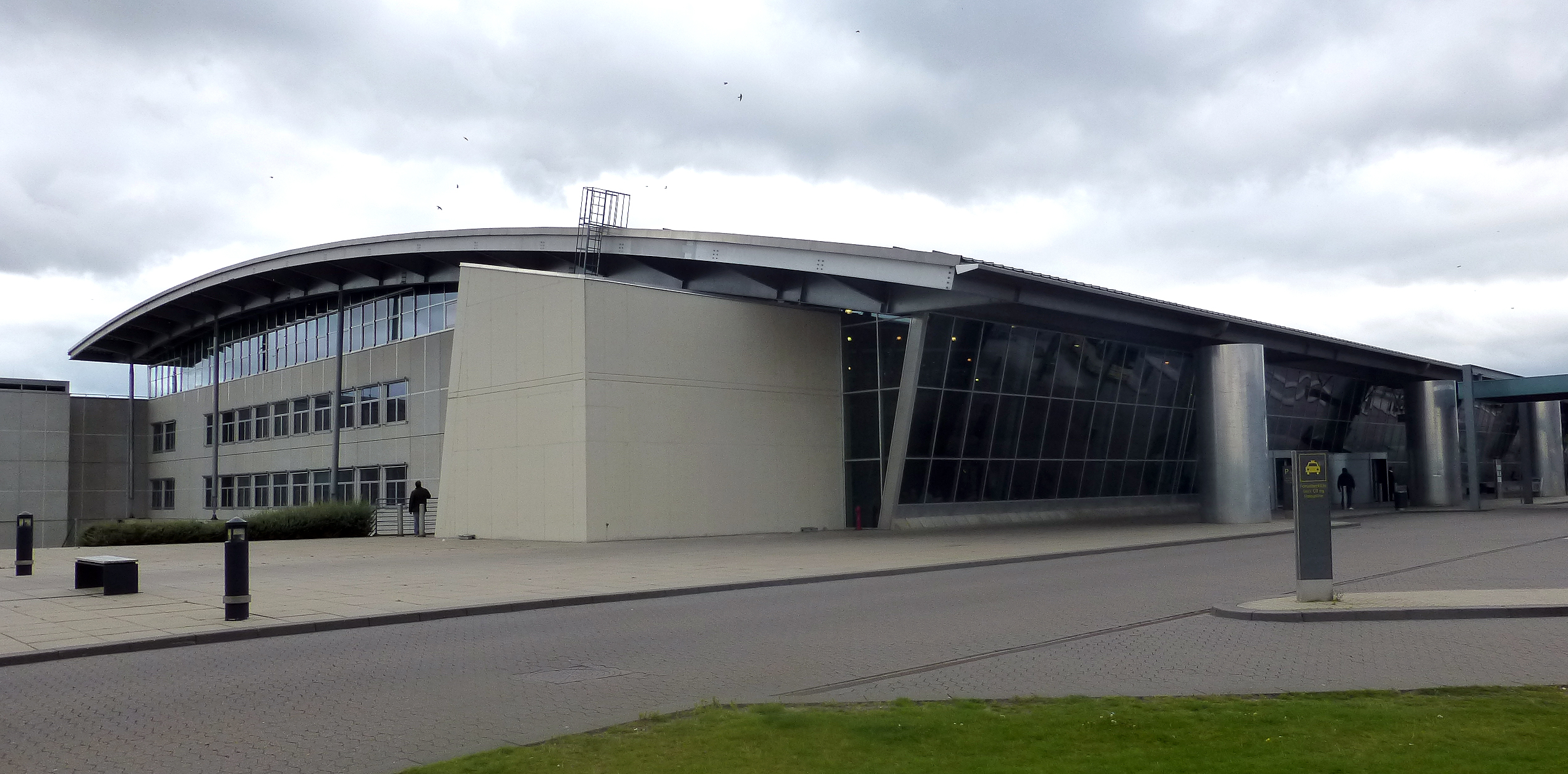
El aeropuerto de Billund es el más cercano a la localidad.

Junto a Givskud pasa la autopista (motorvej) Midtjyske Motorvej. Su territorio es atravesado de noroeste a sureste por la carretera regional (landevej) n.º 442. Varias carreteras locales permiten conectar la localidad con las vecinas; entre ellas se puede destacar Haervejen que lo hace con Kollemorten y Tofthoj Mollevej con Gadbjerg.
En la población tenían parada en 2017 las siguientes líneas de autobús:
| Líneas de autobuses en Givskud (2017) |                                                   |
| Número                                | Recorrido                                         |
| 115                                   | Tørring – Givskud – Jellling                      |
| 119                                   | Billund – Give – Givskud – Tørring                |
| 211                                   | Vejle – Jelling – Givskud                         |
| 344                                   | Give – Birkebæk – Riis – Harresø – Givskud – Give |

No cuenta con conexión ferroviaria. Las estaciones de tren más cercanas se encuentran a 8 km en Give y a 9 km en Jelling.
El aeropuerto más próximo es el de Billund situado a 23 km.

## Demografía
| Población de Givskud entre 2010 y 2017 |
|                                        |
| Fuente: Statistics Denmark.            |

A 1 de enero de 2017 vivían en la localidad 605 personas de las que 313 eran hombres y 292 mujeres. Givskud está integrado dentro del municipio de Vejen y supone el 0,5% del total de sus habitantes. La densidad de población en este municipio era de 53 hab/km² muy inferior a la del total de Dinamarca que se sitúa en 133 hab/km².

## Economía
El sector primario está representado por una agricultura dedicada mayoritariamente al cereal y por una ganadería estabulada. Existen cinco granjas gestionadas a tiempo completo y un número mayor explotadas a tiempo parcial.
No hay fábricas en la localidad y dentro del sector terciario o de servicios se encuentra una empresa de transporte; un almacén de materiales de construcción; un supermercado; un albergue juvenil; una pizzería; una gasolinera; un concesionario de automóviles; una peluquería; una mercería y un veterinario.

## Educación, deportes y sanidad
La localidad cuenta con una guardería. También tiene una escuela de educación primaria pero para la secundaria, los alumnos tienen que  acudir a localidades vecinas.
En el ámbito médico y de cuidados a personas, no hay profesionales con consulta abierta. 
Para los deportes, dispone de unas instalaciones multiusos donde se puede practicar tenis de mesa, gimnasia, balonmano, voleibol, bádminton y baloncesto. En sus pistas exteriores, adicionalmente, fútbol y fútgolf. 

## Turismo

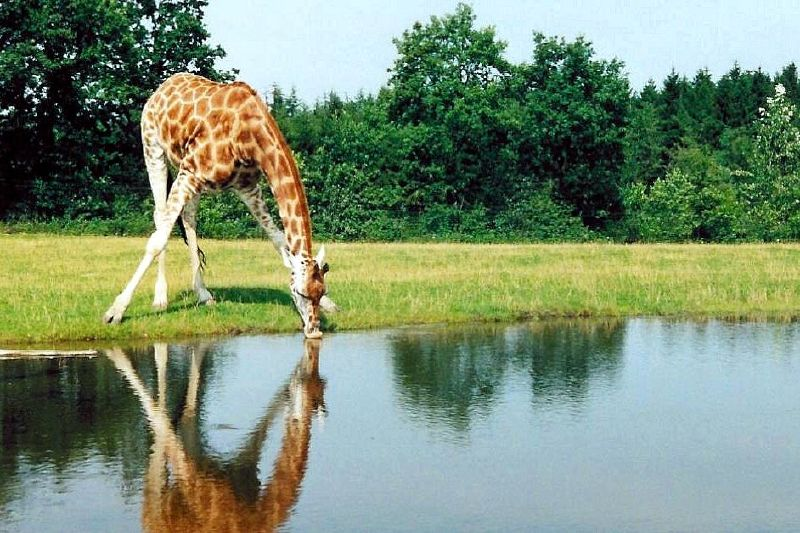
Jirafa en semi-libertad dentro del zoológico de Givskud.

El turismo es un importante aspecto de la localidad que cuenta al efecto con una oficina de información. El elemento más destacado de su oferta turística es el parque zoológico Zootopia que atrae anualmente a más de 350 000 visitantes y donde se pueden contemplar un buen número de animales en semi-libertad.
Otras atracciones son el Knudshøje –una agrupación de túmulos funerarios de la Edad del Bronce– y el camping de  la Riis bakker (colina de Riis) situado cerca del bosque de Riis mark.
La población es también punto de paso de la ruta de senderismo y peregrinación  denominada Hærvejen que discurre entre Hirtshals/Frederikshavn y Padborg. Esta, además, es uno de los Caminos de Santiago que provienen del ámbito nórdico.